# Dorymyrmex tener
Dorymyrmex tener is een mierensoort uit de onderfamilie van de Dolichoderinae. De wetenschappelijke naam van de soort is voor het eerst geldig gepubliceerd in 1868 door Mayr.